# Colombia en la clasificación de Conmebol para la Copa Mundial de Fútbol de 2006
La Selección de Colombia es una de las diez selecciones de fútbol que participaron en la Clasificación de Conmebol para la Copa Mundial de Fútbol de 2006, en la que se definieron los representantes de Conmebol para la Copa Mundial de Fútbol de 2006, que se desarrolló en Alemania. 
La etapa preliminar —también denominada eliminatorias— se jugó en América del Sur, desde el 6 de septiembre de 2003 y finalizó el 11 de octubre de 2005. En las eliminatorias, se jugaron 18 fechas con el formato de todos contra todos, con partidos de ida y vuelta.
El torneo definió cinco equipos que representaron a la Confederación Sudamericana de Fútbol en la Copa Mundial de Fútbol. Los cuatro mejor posicionados, se clasificaron directamente al mundial mientras que el quinto ubicado, Uruguay, jugó repesca intercontinental frente a Australia.

## Participante
| Selección de fútbol de Colombia |                                        |                    |                |
| Ciudad                          | Estadio                                | Entrenadores       | Entrenadores   |
| Barranquilla                    | Estadio Metropolitano Roberto Meléndez | Francisco Maturana | Reinaldo Rueda |
|                                 |                                        |                    |                |
| Federación Colombiana de Fútbol |                                        |                    |                |

## Proceso de clasificación

### Tabla de clasificación
| Equipo    | Pts | PJ | PG | PE | PP | GF | GC | Dif |
| --------- | --- | -- | -- | -- | -- | -- | -- | --- |
| Brasil    | 34  | 18 | 9  | 7  | 2  | 35 | 17 | 18  |
| Argentina | 34  | 18 | 10 | 4  | 4  | 29 | 17 | 12  |
| Ecuador   | 28  | 18 | 8  | 4  | 6  | 23 | 19 | 4   |
| Paraguay  | 28  | 18 | 8  | 4  | 6  | 23 | 23 | 0   |
| Uruguay   | 25  | 18 | 6  | 7  | 5  | 23 | 28 | -5  |
| Colombia  | 24  | 18 | 6  | 6  | 6  | 24 | 16 | 8   |
| Chile     | 22  | 18 | 5  | 7  | 6  | 18 | 22 | -4  |
| Venezuela | 18  | 18 | 5  | 3  | 10 | 20 | 28 | -8  |
| Perú      | 18  | 18 | 4  | 6  | 8  | 20 | 28 | -8  |
| Bolivia   | 14  | 18 | 4  | 2  | 12 | 20 | 37 | -17 |

| L\V                  | Bandera de Argentina | Bandera de Bolivia | Bandera de Brasil | Bandera de Chile | Bandera de Colombia | Bandera de Ecuador | Bandera de Paraguay | Bandera de Perú | Bandera de Uruguay | Bandera de Venezuela |
| Bandera de Argentina |                      | 3:0                | 3:1               | 2:2              | 1:0                 | 1:0                | 0:0                 | 2:0             | 4:2                | 3:2                  |
| Bandera de Bolivia   | 1:2                  |                    | 1:1               | 0:2              | 4:0                 | 1:2                | 2:1                 | 1:0             | 0:0                | 3:1                  |
| Bandera de Brasil    | 3:1                  | 3:1                |                   | 5:0              | 0:0                 | 1:0                | 4:1                 | 1:0             | 3:3                | 3:0                  |
| Bandera de Chile     | 0:0                  | 3:1                | 1:1               |                  | 0:0                 | 0:0                | 0:1                 | 2:1             | 1:1                | 2:1                  |
| Bandera de Colombia  | 1:1                  | 1:0                | 1:2               | 1:1              |                     | 3:0                | 1:1                 | 5:0             | 5:0                | 0:1                  |
| Bandera de Ecuador   | 2:0                  | 3:2                | 1:0               | 2:0              | 2:1                 |                    | 5:2                 | 0:0             | 0:0                | 2:0                  |
| Bandera de Paraguay  | 1:0                  | 4:1                | 0:0               | 2:1              | 0:1                 | 2:1                |                     | 1:1             | 4:1                | 1:0                  |
| Bandera de Perú      | 1:3                  | 4:1                | 1:1               | 2:1              | 0:2                 | 2:2                | 4:1                 |                 | 0:0                | 0:0                  |
| Bandera de Uruguay   | 1:0                  | 5:0                | 1:1               | 2:1              | 3:2                 | 1:0                | 1:0                 | 1:3             |                    | 0:3                  |
| Bandera de Venezuela | 0:3                  | 2:1                | 2:5               | 0:1              | 0:0                 | 3:1                | 0:1                 | 4:1             | 1:1                |                      |

|  | Clasificado directamente para la Copa Mundial de Fútbol de 2006.                                                |
|  | Disputó y perdió la repesca intercontinental frente a Australia, su similar de OFC, por lo tanto fue eliminado. |
|  | Eliminado. |

|  | Triunfo de Colombia. |
|  | Empate.              |
|  | Derrota de Colombia. |

### Partidos

#### Primera vuelta
| Jornada   | Fecha                    | Estadio                     | Racha | Local    |                     | Resultado |                      | Visitante |
| --------- | ------------------------ | --------------------------- | ----- | -------- | ------------------- | --------- | -------------------- | --------- |
| Jornada 1 | 7 de septiembre de 2003  | Metropolitano, Barranquilla | No    | Colombia | Bandera de Colombia | 1:2 (1:1) | Bandera de Brasil    | Brasil    |
| Jornada 2 | 10 de septiembre de 2003 | Hernando Siles, La Paz      | No    | Bolivia  | Bandera de Bolivia  | 4:0 (2:0) | Bandera de Colombia  | Colombia  |
| Jornada 3 | 15 de noviembre de 2003  | Metropolitano, Barranquilla | No    | Colombia | Bandera de Colombia | 0:1 (0:1) | Bandera de Venezuela | Venezuela |
| Jornada 4 | 19 de noviembre de 2003  | Metropolitano, Barranquilla |       | Colombia | Bandera de Colombia | 1:1 (0:1) | Bandera de Argentina | Argentina |
| Jornada 5 | 31 de marzo de 2004      | Nacional del Perú, Lima     | Sí    | Perú     | Bandera de Perú     | 0:2 (0:2) | Bandera de Colombia  | Colombia  |
| Jornada 6 | 2 de junio de 2004       | Olímpico Atahualpa, Quito   | No    | Ecuador  | Bandera de Ecuador  | 2:1 (1:0) | Bandera de Colombia  | Colombia  |
| Jornada 7 | 6 de junio de 2004       | Metropolitano, Barranquilla | Sí    | Colombia | Bandera de Colombia | 5:0 (3:0) | Bandera de Uruguay   | Uruguay   |
| Jornada 8 | 5 de septiembre de 2004  | Nacional, Santiago          |       | Chile    | Bandera de Chile    | 0:0       | Bandera de Colombia  | Colombia  |
| Jornada 9 | 9 de octubre de 2004     | Metropolitano, Barranquilla |       | Colombia | Bandera de Colombia | 1:1 (1:0) | Bandera de Paraguay  | Paraguay  |

#### Segunda vuelta
| Jornada    | Fecha                   | Estadio                            | Racha | Local     |                      | Resultado |                     | Visitante |
| ---------- | ----------------------- | ---------------------------------- | ----- | --------- | -------------------- | --------- | ------------------- | --------- |
| Jornada 10 | 13 de octubre de 2004   | Rei Pelé, Maceió                   |       | Brasil    | Bandera de Brasil    | 0:0       | Bandera de Colombia | Colombia  |
| Jornada 11 | 17 de noviembre de 2004 | Metropolitano, Barranquilla        | Sí    | Colombia  | Bandera de Colombia  | 1:0 (1:0) | Bandera de Bolivia  | Bolivia   |
| Jornada 12 | 26 de marzo de 2005     | José «Pachencho» Romero, Maracaibo |       | Venezuela | Bandera de Venezuela | 0:0       | Bandera de Colombia | Colombia  |
| Jornada 13 | 30 de marzo de 2005     | «Monumental», Buenos Aires         | No    | Argentina | Bandera de Argentina | 1:0 (0:0) | Bandera de Colombia | Colombia  |
| Jornada 14 | 4 de junio de 2005      | Metropolitano, Barranquilla        | Sí    | Colombia  | Bandera de Colombia  | 5:0 (1:0) | Bandera de Perú     | Perú      |
| Jornada 15 | 8 de junio de 2005      | Metropolitano, Barranquilla        | Sí    | Colombia  | Bandera de Colombia  | 3:0 (2:0) | Bandera de Ecuador  | Ecuador   |
| Jornada 16 | 4 de septiembre de 2005 | Centenario, Montevideo             | No    | Uruguay   | Bandera de Uruguay   | 3:2 (1:0) | Bandera de Colombia | Colombia  |
| Jornada 17 | 8 de octubre de 2005    | Metropolitano, Barranquilla        |       | Colombia  | Bandera de Colombia  | 1:1 (1:0) | Bandera de Chile    | Chile     |
| Jornada 18 | 12 de octubre de 2005   | Defensores del Chaco, Asunción     | Sí    | Paraguay  | Bandera de Paraguay  | 0:1 (0:1) | Bandera de Colombia | Colombia  |

## Estadísticas

### Convocados
Listado de jugadores que participaron en las eliminatorias para la Copa Mundial 2006.
| N.º | Nombre                   | Posición      |
| --- | ------------------------ | ------------- |
|     | Miguel Calero            | Portero       |
|     | Óscar Córdoba            | Portero       |
|     | Faryd Mondragón          | Portero       |
|     | Gerardo Bedoya           | Defensa       |
|     | Jair Benítez             | Defensa       |
|     | Iván Ramiro Córdoba      | Defensa       |
|     | Roberto Carlos Cortés    | Defensa       |
|     | Humberto Mendoza         | Defensa       |
|     | Andrés Felipe Orozco     | Defensa       |
|     | Hayder Palacio           | Defensa       |
|     | Luis Amaranto Perea      | Defensa       |
|     | Gerardo Enrique Vallejo  | Defensa       |
|     | Samuel Vanegas           | Defensa       |
|     | Mario Alberto Yepes      | Defensa       |
|     | Jorge Bolaño             | Mediocampista |
|     | Rafael Arlex Castillo    | Mediocampista |
|     | Óscar Díaz Asprilla      | Mediocampista |
|     | David Ferreira           | Mediocampista |
|     | Freddy Grisales          | Mediocampista |
|     | Giovanni Hernández       | Mediocampista |
|     | Héctor Hurtado           | Mediocampista |
|     | Juan Fernando Leal       | Mediocampista |
|     | Jorge López Caballero    | Mediocampista |
|     | John Harold Lozano       | Mediocampista |
|     | Gonzalo Martínez Caicedo | Mediocampista |
|     | Mauricio Molina          | Mediocampista |
|     | David Montoya            | Mediocampista |
|     | Franky Oviedo            | Mediocampista |
|     | Víctor Pacheco           | Mediocampista |
|     | Óscar Passo              | Mediocampista |
|     | Jairo Patiño             | Mediocampista |
|     | Andrés Eduardo Pérez     | Mediocampista |
|     | Juan Carlos Ramírez      | Mediocampista |
|     | John Javier Restrepo     | Mediocampista |
|     | Elkin Soto               | Mediocampista |
|     | Arnulfo Valentierra      | Mediocampista |
|     | Fabián Vargas            | Mediocampista |
|     | Jhon Viáfara             | Mediocampista |
|     | Alexander Viveros        | Mediocampista |
|     | Juan Pablo Ángel         | Delantero     |
|     | Víctor Hugo Aristizábal  | Delantero     |
|     | Eudalio Arriaga          | Delantero     |
|     | Martín Arzuaga           | Delantero     |
|     | Elson Becerra            | Delantero     |
|     | Jairo Castillo           | Delantero     |
|     | Sergio Herrera           | Delantero     |
|     | Malher Tressor Moreno    | Delantero     |
|     | Elkin Murillo            | Delantero     |
|     | Edixon Perea             | Delantero     |
|     | Leider Preciado          | Delantero     |
|     | Wason Rentería           | Delantero     |
|     | Luis Gabriel Rey         | Delantero     |
|     | Milton Rodríguez         | Delantero     |

### Goleadores
| Jugador                                     | Equipo (s)        | Goles anotados | PJ | Minutos jugados | Tarjetas Amarillas | Doble tarjeta amarilla y tarjeta roja | Tarjetas roja directa |
| ------------------------------------------- | ----------------- | -------------- | -- | --------------- | ------------------ | ------------------------------------- | --------------------- |
| Juan Pablo Ángel                            | Aston Villa       | 4              | 13 | -               | -                  | -                                     | -                     |
| Luis Gabriel Rey                            | Atlante           | 3              | 6  | -               | -                  | -                                     | -                     |
| Tressor Moreno                              | Metz              | 3              | 7  | -               | -                  | -                                     | -                     |
| Elkin Soto                                  | Once Caldas       | 2              | 5  | -               | -                  | -                                     | -                     |
| Freddy Grisales                             | Atlético Nacional | 2              | 7  | -               | -                  | -                                     | -                     |
| Víctor Pacheco                              | Atlante           | 2              | 7  | -               | -                  | -                                     |                       |
| Franky Oviedo                               | Club América      | 2              | 9  | -               | -                  | -                                     |                       |
| John Restrepo                               | Cruz Azul         | 2              | 13 | -               | -                  | -                                     |                       |
| Sergio Herrera                              | América de Cali   | 1              | 2  | -               | -                  | -                                     |                       |
| Martín Arzuaga                              | Junior            | 1              | 4  | -               | -                  | -                                     |                       |
| Edixon Perea                                | Atlético Nacional | 1              | 5  | -               | -                  | -                                     |                       |
| Mario Alberto Yepes                         | Nantes            | 1              | 17 | -               | -                  | -                                     |                       |
| Última actualización: 12 de octubre de 2005 |                   |                |    |                 |                    |                                       |                       |

### Asistencias
| Jugador                                     | Equipo (s) | Asistencias | PJ | Minutos jugados |
| ------------------------------------------- | ---------- | ----------- | -- | --------------- |
| Juan Pablo Ángel                            | -          | 3           | -  | -               |
| Luis Amaranto Perea                         | -          | 2           | -  | -               |
| Víctor Pacheco                              | -          | 2           | -  | -               |
| Gerardo Bedoya                              | -          | 2           | -  | -               |
| Tressor Moreno                              | -          | 2           | -  | -               |
| Elkin Soto                                  | -          | 2           | -  | -               |
| David Montoya                               | -          | 1           | -  | -               |
| Freddy Grisales                             | -          | 1           | -  | -               |
| Elkin Murillo                               | -          | 1           | -  | -               |
| Arnulfo Valentierra                         | -          | 1           | -  | -               |
| Sergio Herrera                              | -          | 1           | -  | -               |
| David Ferreira                              | -          | 1           | -  | -               |
| Hayder Palacio                              | -          | 1           | -  | -               |
| Jhon Viáfara                                | -          | 1           | -  | -               |
| Última actualización: 12 de octubre de 2005 |            |             |    |                 |

## Uniforme
Para las eliminatorias al mundial Alemania 2006 los uniformes de Colombia son confeccionados por la multinacional italiana Lotto. 
| Proveedor                | Proveedor |
| Ubicación                | Marca     |
| ------------------------ | --------- |
| Pecho, pantalón y medias | Lotto     |

#### Uniformes
| Uniforme                                                       | Jugadores de campo      | Jugadores de campo    | Jugadores de campo | Jugadores de campo    |
| Uniforme                                                       | Titular 1               | Titular 2             | Alternativo 1      | Alternativo 2         |
| -------------------------------------------------------------- | ----------------------- | --------------------- | ------------------ | --------------------- |
| Imagen                                                         |                         |                       |                    |                       |
| Partidos utilizado                                             | 7                       | 9                     | 1                  | 1                     |
| Primer partido                                                 | 7 de septiembre de 2003 | 9 de octubre de 2004  | 2 de junio de 2004 | 13 de octubre de 2004 |
| Último partido                                                 | 5 de septiembre de 2004 | 12 de octubre de 2005 | 2 de junio de 2004 | 13 de octubre de 2004 |
| Actualizado al último partido jugado el: 12 de octubre de 2005 |                         |                       |                    |                       |

#### Uniformes de arquero
| Uniforme                                                       | Arquero                 | Arquero                  | Arquero                 | Arquero              | Arquero             | Arquero               |
| Uniforme                                                       | Primero                 | Segundo                  | Tercero                 | Cuarto               | Quinto              | Sexto                 |
| -------------------------------------------------------------- | ----------------------- | ------------------------ | ----------------------- | -------------------- | ------------------- | --------------------- |
| Imagen                                                         |                         |                          |                         |                      |                     |                       |
| Partidos utilizado                                             | 3                       | 1                        | 1                       | 4                    | 1                   | 2                     |
| Primer partido                                                 | 7 de septiembre de 2003 | 10 de septiembre de 2003 | 17 de noviembre de 2004 | 26 de marzo de 2005  | 30 de marzo de 2005 | 8 de junio de 2005    |
| Último partido                                                 | 19 de noviembre de 2003 | 10 de septiembre de 2003 | 17 de noviembre de 2004 | 8 de octubre de 2005 | 30 de marzo de 2005 | 12 de octubre de 2005 |
| Actualizado al ultimo partido jugado el: 12 de octubre de 2005 |                         |                          |                         |                      |                     |                       |

#### Variantes de uniforme de arquero
| Uniforme                                                       | Arquero                 | Arquero            | Arquero              |                       |
| Uniforme                                                       | Variante 1              | Variante 2         | Variante 3           | Variante 4            |
| -------------------------------------------------------------- | ----------------------- | ------------------ | -------------------- | --------------------- |
| Imagen                                                         |                         |                    |                      |                       |
| Partidos utilizado                                             | 3                       | 1                  | 1                    | 1                     |
| Primer partido                                                 | 31 de marzo de 2004     | 6 de junio de 2004 | 9 de octubre de 2004 | 13 de octubre de 2004 |
| Último partido                                                 | 5 de septiembre de 2004 | 6 de junio de 2004 | 9 de octubre de 2004 | 13 de octubre de 2004 |
| Actualizado al ultimo partido jugado el: 12 de octubre de 2005 |                         |                    |                      |                       |